# Aline Friess
Aline Friess (Obernai, 5 de julio de 2003) es una deportista francesa que compite en gimnasia artística.
Ganó una medalla de bronce en el Campeonato Europeo de Gimnasia Artística de 2022, en la prueba de salto de potro. Participó en los Juegos Olímpicos de Tokio 2020, ocupando el sexto lugar en la prueba por equipos.
Cursó estudios superiores en la Emlyon Business School.

## Palmarés internacional
| Campeonato Europeo | Campeonato Europeo | Campeonato Europeo | Campeonato Europeo |
| Año                | Lugar              | Medalla            | Prueba             |
| ------------------ | ------------------ | ------------------ | ------------------ |
| 2022               | Múnich (Alemania)  | Medalla de bronce  | Salto de potro     |